# کنجی اوبا (بازیکن فوتبال)
کنجی اوبا (ژاپنی: 大場 健史؛ زادهٔ ۱۴ اوت ۱۹۶۷) یک بازیکن فوتبال اهل ژاپن است.
از باشگاه‌هایی که در آن بازی کرده‌است می‌توان به باشگاه فوتبال یوکوهاما مارینوس، باشگاه فوتبال کاشیما آنتلرز، باشگاه فوتبال کاشیوا ریسول و باشگاه فوتبال کاوازاکی فرونتال اشاره کرد.